# Guatemalteekse voetbalbond
De Federación Nacional de Fútbol de Guatemala of Guatemalteekse voetbalbond (FENAFUTG) is de voetbalbond van Guatemala. De voetbalbond werd opgericht in 1919 en is sinds 1961 lid van de CONCACAF. In 1946 werd de bond lid van de FIFA.
De voetbalbond is verantwoordelijk voor het Guatemalteeks voetbalelftal en de nationale voetbalcompetitie, de Liga Nacional de Guatemala.

## President
De huidige president (december 2018) is Adela de Torrebiarte.

## Schorsing
In oktober 2016 werd de bond geschorst door de FIFA. De schorsing was vanwege een corruptieschandaal. Eerder was de secretaris-generaal Héctor Trujillo al levenslang geschorst vanwege het aannemen van smeergeld. Op 31 mei 2018 werd de schorsing weer opgeheven. Tijdens de schorsingsperiode mocht het land geen interlands voor de FIFA spelen.